# María Luisa Calle
María Luisa Calle Williams (Medellín, 3 de octubre de 1968) es una exciclista colombiana.

## Trayectoria deportiva
Sus comienzos en el ciclismo los hizo en el ciclomontañismo de donde pasó a disputar pruebas de ruta y de pista.
Sus primeros equipos fueron la Liga Antioquia y el Club CicloMoncada. En sus inicios en la ruta fueron muchos los obstáculos que enfrentó al ser mujer, por lo que decidió pasar a la pista en donde se especializó en los tres mil metros persecución individual y en la prueba por puntos.
Participó en diferentes eventos nacionales e internacionales, entre los que se encuentran los Juegos Olímpicos, Campeonatos del Mundo de Ciclismo en Pista, Juegos Centroamericanos y Juegos Bolivarianos, entre otros.
En 2004 cuando, tras ser declarada culpable por un supuesto positivo en la prueba antidopaje con heptaminol en la prueba por puntos de los Juegos Olímpicos de Atenas, le fue retirada la medalla de bronce que había conseguido.
La defensa de Calle demostró su inocencia en  el año 2005, ya que previamente a la competición había consumido neosaldina para tratar un dolor de cabeza, lo cual afectó los resultados de la prueba antidopaje. El Tribunal de Arbitramento del Deporte (TAS) ordenó el 19 de octubre al Comité Olímpico Colombiano regresarle la medalla de bronce. El 13 de noviembre, el entonces presidente Álvaro Uribe Vélez se la impuso nuevamente.
En 2006, ganó la medalla de oro en la prueba de Scratch en los mundiales de pista. 
Fue la abanderada de Colombia en los Juegos Olímpicos de Pekín 2008.
En el 2013 hizo presencia en el programa de televisión Colombiano, El Desafío África, producción dirigida por el Canal Caracol, en donde formaba parte del grupo de las celebridades.
En 2016 recibió una sanción por 4 años debido a un nuevo episodio de dopaje, esta vez aceptado por la ciclista. Durante los Juegos Panamericanos de Toronto 2015 dio positivo por el uso de GHRP-2, una sustancia que libera la hormona de crecimiento. Debido a esta sanción, la ciclista se retiró de las competencias a los 47 años de edad.

## Medallas
- Juegos Olímpicos
  - , Medalla de bronce: prueba por puntos en los Juegos Olímpicos de Atenas 2004

- Campeonato Mundial de Ciclismo en Pista
  - , Medalla de oro: prueba del scratch en el Campeonato Mundial de Ciclismo en Pista 2006 en Burdeos (Francia) 2006
  - , Medalla de plata: persecución individual Copa Mundo de Los Ángeles (EUA) 2006
  - , Medalla de plata: en la Copa Mundo de pista de Los Ángeles (EUA) 2007
  - , Medalla de plata: en la Copa Mundo de pista de Los Ángeles (EUA) 2008
  - , Medalla de plata: en la Copa Mundo de pista de Aguascalientes (México) 2013.[5]

- Juegos Panamericanos
  - , Medalla de oro: Persecución individual 2003
  - , Medalla de oro: Persecución Individual 3.000 metros y marca panamericana 2007
  - , Medalla de oro: Contrarreloj Individual 2011
  - , Medalla de bronce: Persecución Por Equipos 4.000 metros 2011

- Juegos Centroamericanos y del Caribe
  - , Medalla de oro:  Persecución individual 1998
  - , Medalla de oro:  Persecución individual 2002
  - , Medalla de oro:  Persecución individual 2006

- Juegos Bolivarianos
  - , Medalla de oro:  Persecución individual 2001
  - , Medalla de oro:  Persecución individual 2005
  - , Medalla de oro:  Contrarreloj 2005
  - , Medalla de oro:  Contrarreloj 2013
  - , Medalla de plata:  Ruta 2013
  - , Medalla de plata:  Persecución individual 2013
  - , Medalla de plata:  Persecución por equipos 2013

- Juegos Sudamericanos[6]
  - , Medalla de oro:  Persecución individual 2006
  - , Medalla de oro:  Contrarreloj Individual 2006
  - , Medalla de oro: Contrarreloj Individual 2010
  - , Medalla de oro:  Persecución Individual 2010
  - , Medalla de oro:  Persecución Equipos 2010
  - , Medalla de bronce: Ruta Mujeres 2010

- Campeonato Panamericano de Ciclismo en Ruta:
  - , Medalla de oro: Contrarreloj individual 2001

- Campeonato Panamericano de Ciclismo en Pista:
  - , Medalla de oro: Persecución individual 2005
  - , Medalla de oro: Persecución individual 2007
  - , Medalla de plata: Persecución individual 2010
  - , Medalla de bronce: Persecución por equipos 2010
  - , Medalla de bronce: Omnium 2010

- Campeonato de Colombia de Ciclismo Contrarreloj:
  - , Medalla de oro: Contrarreloj individual 1999
  - , Medalla de plata: Contrarreloj individual 2001
  - , Medalla de oro: Contrarreloj individual 2002
  - , Medalla de oro: Contrarreloj individual 2005
  - , Medalla de oro: Contrarreloj individual 2007
  - , Medalla de bronce: Contrarreloj individual 2008
  - , Medalla de oro: Contrarreloj individual 2011
  - , Medalla de oro: Contrarreloj individual 2012
  - , Medalla de plata: Contrarreloj individual 2014

- Campeonato de Colombia de Ciclismo en Ruta:
  - , Medalla de plata: Contrarreloj individual 2007

## Filmografía
- Desafío 2013: África, el origen - Participante del grupo de Celebridades

## Más cosas
- Deportistas multimedallas de los Juegos Suramericanos de 2010
- Colombia en los Juegos Suramericanos de 2010
- Colombia en los Juegos Suramericanos